# Neoen
Neoen — французская энергетическая компания, оператор солнечных и ветряных электростанций, а также аккумуляторных станций. Основными рынками для компании являются Австралия и Франция, а также Финляндия, Швеция, Сальвадор и Мексика. Штаб-квартира расположена в VIII округе Парижа.

## История
Компания была основана в 2008 году в качестве дочерней структуры компании Direct Énergie. В 2009 году была открыта первая солнечная электростанция. В 2012 году была начата деятельность в Австралии, а в 2013 году — в Америке. В декабре 2015 года была открыта солнечная электростанция Cestas Solar Park, на то время крупнейшая в Европе (300 МВт). В 2016 году в Австралии была открыта ветряная электростанция Hornsdale Wind Farm, а в следующем году — расположенная рядом с ней аккумуляторная станция Hornsdale Power Reserve. В 2018 году компания провела первичное публичное предложение на бирже Euronext Paris. В декабре 2021 года в Австралии начала работу аккумуляторная станция Victorian Big Battery ёмкостью 450 МВт·ч. В августе 2023 года было завершено строительство австралийской солнечной электростанции Western Downs Green Power Hub.

## Собственники и руководство
Крупнейшим акционером Neoen является французская инвестиционная компания Impala SAS (42 % акций); другие крупные держатели акций: ISALT-Investissements Stratégiques en Actions Long Terme (6,89 %), Caisse des Dépôts et Consignations (5,4 %), Norges Bank Investment Management (2,14 %), Kryger Capital (1,94 %).
Ксавье Барбаро (Xavier Barbaro, род. 20 декабря 1975 года) — основатель, председатель совета директоров и главный исполнительный директор. До создания Neoen работал в Louis Dreyfus Company.

## Деятельность
По состоянию на 2023 год компания эксплуатировала 134 электростанции, ещё 48 находились на стадии строительства. Общая установленная мощность составляла 8 ГВт, из них 4 ГВт приходилось на солнечные электростанции, 2,4 ГВт — на ветряные, 1,6 ГВт — на аккумуляторные. На Австралию приходилось 47 % мощности, на Европу и Африку — 41 %, на Америку — 12 %.
В 2023 году компания имела электростанции в Австралии, Аргентине, Замбии, Ирландии, Италии, Канаде, Мексике, Португалии, Сальвадоре, Финляндии, Франции, Швеции, Эквадоре и Ямайке.